# 広瀬浩二郎
広瀬 浩二郎（ひろせ こうじろう、1967年11月20日 - ）は、日本の文化人類学者。国立民族学博物館人類基礎理論研究部教授。日本宗教史・民俗学・障害者文化論・触文化論を研究。

## 略歴
東京都生まれ。1歳の時に白内障で左目を失明する。右目もその頃から弱視で手術を繰り返したが回復せず、13歳の時に眼底出血により約1週間で完全に失明した。筑波大学附属盲学校（中学部・高等部）を卒業後、1年間の浪人生活を経て、京都大学文学部に入学（点字受験・京大初の全盲の学生）。1993年、京都大学大学院文学研究科修士課程修了。1995年、カリフォルニア大学バークレー校留学。1997年、京都大学大学院文学研究科日本史学専攻博士課程指導認定退学。2000年、京都大学より博士（文学）の学位を取得。2001年より国立民族学博物館に勤務。2023年、文化庁長官表彰。

## 主な著作
- 『障害者の宗教民俗学』（明石書店、1997年）
- 『人間解放の福祉論―出口王仁三郎と近代日本』（解放出版社、2001年）
- 『触る門には福来たる―座頭市流フィールドワーカーが行く!』（岩波書店、2004年）
- 『さわる文化への招待―触覚でみる手学問のすすめ』（世界思想社、2009年）
- 『人のための点字力入門―さわる文字から、さわる文化へ』（生活書院、2010年）
- 『さわって楽しむ博物館: ユニバーサル・ミュージアムの可能性』（青弓社、2012年）
- 『身体でみる異文化―目に見えないアメリカを描く』（臨川書店、2015年）
- 『目に見えない世界を歩く―｢全盲｣のフィールドワーク』（平凡社、2017年）